# L'Homme et la Nature
 (février 2021).
La mise en forme du texte ne suit pas les recommandations de Wikipédia : il faut le « wikifier ».
Les points d'amélioration suivants sont les cas les plus fréquents :
- Les titres sont pré-formatés par le logiciel. Ils ne sont ni en capitales, ni en gras.
- Le texte ne doit pas être écrit en capitales (les noms de famille non plus), ni en gras, ni en italique, ni en « petit »…
- Le gras n'est utilisé que pour surligner le titre de l'article dans l'introduction, une seule fois.
- L'italique est rarement utilisé : mots en langue étrangère, titres d'œuvres, noms de bateaux, etc.
- Les citations ne sont pas en italique mais en corps de texte normal. Elles sont entourées par des guillemets français : « et ».
- Les listes à puces sont à éviter, des paragraphes rédigés étant largement préférés. Les tableaux sont à réserver à la présentation de données structurées (résultats, etc.).
- Les appels de note de bas de page (petits chiffres en exposant, introduits par l'outil «  Source ») sont à placer entre la fin de phrase et le point final[comme ça].
- Les liens internes (vers d'autres articles de Wikipédia) sont à choisir avec parcimonie. Créez des liens vers des articles approfondissant le sujet. Les termes génériques sans rapport avec le sujet sont à éviter, ainsi que les répétitions de liens vers un même terme.
- Les liens externes sont à placer uniquement dans une section « Liens externes », à la fin de l'article. Ces liens sont à choisir avec parcimonie suivant les règles définies. Si un lien sert de source à l'article, son insertion dans le texte est à faire par les notes de bas de page.
- La présentation des références doit suivre les conventions bibliographiques. Il est recommandé d'utiliser les modèles {{Ouvrage}}, {{Chapitre}}, {{Article}}, {{Lien web}} et/ou {{Bibliographie}}. Le mode d'édition visuel peut mettre en forme automatiquement les références.
- Insérer une infobox (cadre d'informations à droite) n'est pas obligatoire pour parachever la mise en page.

Pour une aide détaillée, merci de consulter Aide:Wikification.
Si vous pensez que ces points ont été résolus, vous pouvez retirer ce bandeau et améliorer la mise en forme d'un autre article.

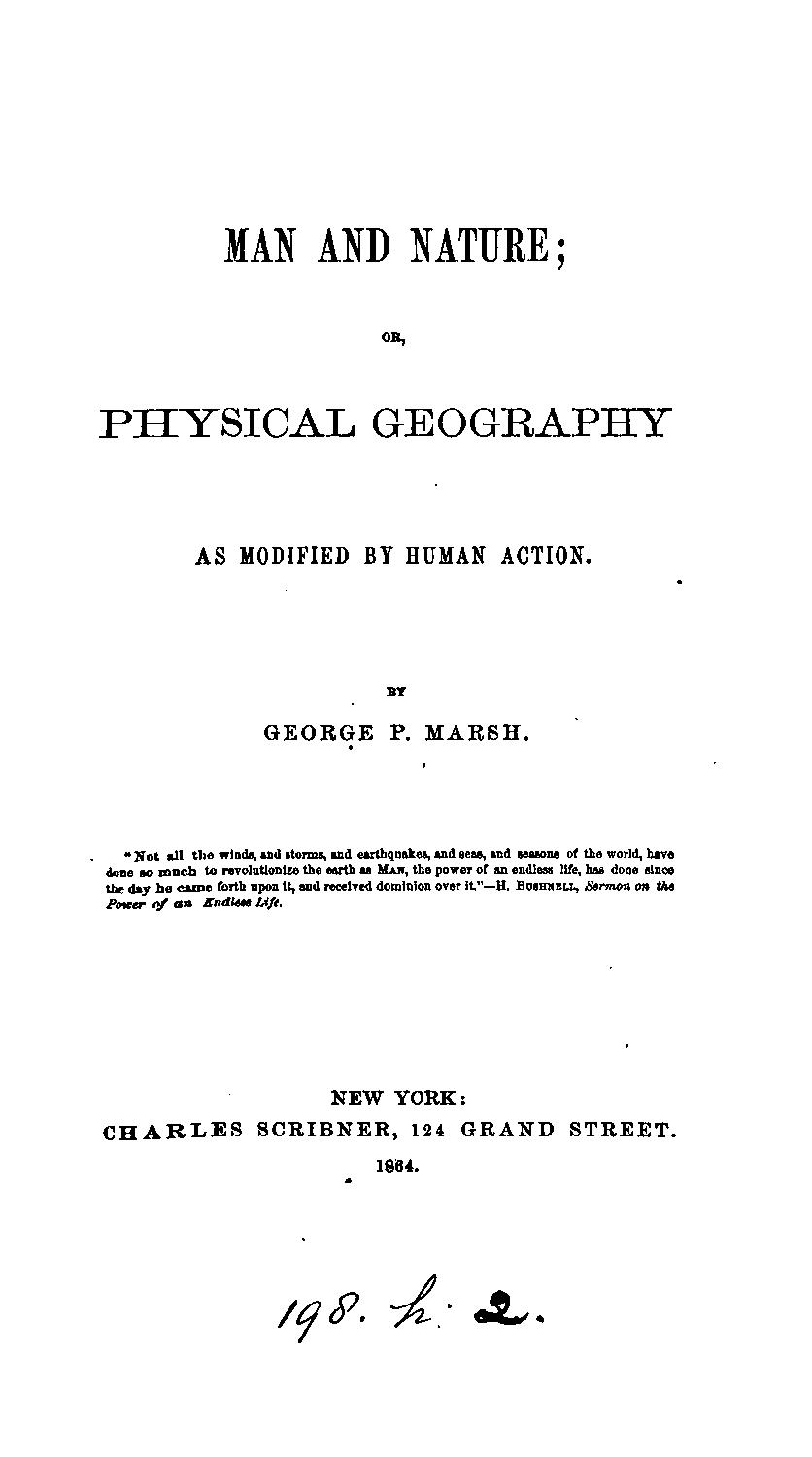
Page de titre édition 1864

Man and Nature: Or, Physical Geography as Modified by Human Action, (L'Homme et la Nature) publié pour la première fois en 1864, a été écrit par George Perkins Marsh, érudit polymathe et diplomate américain.

## Contenu
Marsh voulait montrer que « alors que [d'autres] pensent que la terre a fait l'homme, c'est en fait l'homme qui fait la terre ». En conséquence, il a averti que l'homme pourrait se détruire lui-même et détruire la Terre si nous ne restaurons pas et ne maintenons pas les ressources mondiales et ne sensibilisons pas à nos actions. C'est l'un des premiers travaux à documenter les effets de l'action humaine sur l'environnement et il a contribué au lancement du mouvement de conservation moderne.
Les érudits se souviennent de Marsh comme d'un étudiant attentif aux hommes, aux livres et à la nature avec un large éventail d'intérêts allant de l'histoire, à la poésie et à la littérature. Son large champ de connaissances et ses grandes facultés naturelles d'esprit lui ont donné la capacité de parler et d'écrire sur tous les sujets d'enquête avec l'autorité affirmée d'un véritable enquêteur. Il a d'abord eu l'idée de « l'Homme et la nature » grâce à ses observations dans sa maison de la Nouvelle-Angleterre et grâce à ses voyages à l'étranger consacrés à des enquêtes similaires. Marsh a écrit le livre avec l'idée que la vie et l'action humaines sont un phénomène de transformation, en particulier par rapport à la nature, et en raison d'intérêts économiques personnels. Il estimait que les hommes réduisaient trop rapidement leur sens des responsabilités et il était « peu disposé à quitter le monde pire qu'il ne l'avait trouvé ».
Le livre remet en question le mythe du caractère inépuisable de la terre et la croyance que l'impact humain sur l'environnement est négligeable, en établissant des similitudes avec l'ancienne civilisation de la Méditerranée. Marsh a soutenu que les anciennes civilisations méditerranéennes se sont effondrées à cause de la dégradation de l'environnement. La déforestation a conduit à l'érosion des sols qui a conduit à une diminution de la productivité des sols. De plus, les mêmes tendances pourraient être observées aux États-Unis. L'Homme et la Nature était l'un des livres les plus influents de son temps, à côté de Sur l'origine des espèces de Charles Darwin, inspirant la conservation et la réforme aux États-Unis car il présageait ce qui est arrivé à une civilisation ancienne lorsqu'elle a épuisé et épuisé ses ressources naturelles. Le livre a joué un rôle déterminant dans la création d'Adirondack Park à New York et dans la création de la forêt nationale des États-Unis. Gifford Pinchot, premier chef du Service des forêts des États-Unis, l'a appelé « fabrication d'époque » et Stewart Udall a écrit que c'était « le début de la sagesse foncière dans ce pays ».
Le livre est divisé en six chapitres.
- Introduction
- Transfert, modification et extirpation des légumes et des espèces animales
- Les bois
- Les eaux
- Les sables
- Changements géographiques projetés ou possibles par l'homme

## Voir également